# Olav Gerthel
Lars Nils Olav Gerthel, ursprungligen Larsson, född 28 juni 1915 i Eksjö stadsförsamling i Jönköpings län, död 18 mars 1981 i Skanörs församling i dåvarande Malmöhus län, var en svensk operasångare (tenor), viskompositör och skådespelare.

## Biografi
Gerthel debuterade som solist i Andreas Halléns Juloratorium i Eksjö kyrka 1932, 17 år gammal. Efter studier vid Kungliga Musikhögskolan i Stockholm 1939–1942 fick han stipendium för studier vid Mozarteum i Salzburg. Han gjorde sina första framträdanden utomlands vid Festspelen i Salzburg 1942, där han sjöng omkring tio olika stora tenorpartier, bland annat som Tamino i Trollflöjten, och stannade där i två år. Efter detta kom han till Malmö stadsteater invigningsåret 1944 och blev kvar där med avbrott för operettframträdanden hos Gustaf Wally på Oscarsteatern i Stockholm 1946–1947 och vid Storan i Göteborg 1953–1954.
Hans debutroll på Malmö stadsteater var Sid–El–Kar i Ökensången och gjorde sedan ett flertal roller där. Som operasolist sjöng han Don José i Carmen, Alfred i Läderlappen och Hoffman i Hoffmans äventyr, som var hans favoritroll. Han pensionerades 1972 efter drygt 90 roller (varav 70 i Malmö) och 3 000 föreställningar.
Gerthel gjorde otaliga konserter runtom i Sverige och framträdde flera gånger på Tivoli konsertsal i Köpenhamn.
År 1957 komponerade han Vårvisa, som slog igenom i Stora famnen 1959. Med den blev han tv- och radiofavorit. Vårvisa blev också en storsäljare, skivan tillbringade fem månader på branschtidningen Show Business' försäljningslista och nådde som bäst 5:e plats  i augusti 1959. Han skrev även musik och text till visorna Sjömansliv, Balladen om den tama abborren, En syndfull visa med flera.
Sin sista stora teaterroll gjorde han som Kejsaren i Vita hästen på Nyan (nuvarande Nöjesteatern) med bland andra Nils Poppe 1977.
Åren 1943–1958 var han gift med Ingeborg Andersson (1922–2014), omgift Lindgren, och fick sonen Christer Lindgren (1944–2011) och dottern Susanne Gerthel (född 1947). År 1960 gifte han sig sedan med Marianne Ausing (1930–2008).

## Diskografi
- Olav Gerthel. Egon Kjerrman (dir). Medlemmar av Danska Statsradiofoniens underhållningsorkester. EP. Decca: SDE 7033. S.a.
- Spegling / Gerthel, Olav (sång). Egon Kjerrmans orkester. EP. Decca: SDE 7083. S.a.
- Jeg elsker dig / Gerthel, Olav (sång). Karlskoga kammarkör. Singel. Decca: 75.112. S.a.
- Jag kysser Eder hand, Madame / Gerthel, Olav (sång). Egon Kjerrmans orkester. EP. Decca: SDE 7176. 1959.
- Balladen om den tama abborren / Olav Gerthel (sång). Egon Kjerrmans orkester. EP. Decca: SDE 7177. 1959.
- Glada änkan, Greven av Luxemburg: Tvärsnitt / Franz Lehár. Kjerrman, Egon (dir.) [Medverkande:] Grundén, Per (sångare), Stjernquist, Sonja (sångare), Gerthel, Olav (sångare), Kjerrman, Berit (sångare). Egon Kjerrmans orkester. LP. Telestar: TR 11049. 1969.
- Madrigal / Olav Gerthel (sång). Hans Wahlgrens orkester. EP. HMV: 7-EGS 237. 1962.
- Säg mig, min älskade... / Olav Gerthel (sång). Egon Kjerrmans orkester. EP. HMV: 7-EGS 269. 1963.
- Olav Gerthel sjunger egna och andras visor / Olav Gerthel (sång). Egon Kjerrmans orkester. LP. Telestar: TR 11022. 1966.
- Studentskivan: tillägnad Sveriges studenter i samband med utgivningen av Den ljusnande framtid / Olav Gerthel (sång). Singel. Philips: 350 340-1; 350 340-2. 1968.
- Madrigal / Gerthel, Olav (sång). Egon Kjerrmans orkester. LP. Emidisc: 4E 048-50426 M. 1971.

## Filmografi
- 1963 – Den sköna Galatea
- 1970 – De många sängarna
- 1981 – Ligga i Lund

## Teater

### Roller (ej komplett)
| År   | Roll            | Produktion                                                 | Regi             | Teater            |
| ---- | --------------- | ---------------------------------------------------------- | ---------------- | ----------------- |
| 1945 |                 | Cyrano de Bergerac Edmond Rostand                          | Sandro Malmquist | Malmö Stadsteater |
| 1945 | Katana          | Geishan Sidney Jones, Owen Hall och Harry Greenbank        | Oscar Winge      | Malmö stadsteater |
| 1946 | James           | Eskapad Lajos Lajtai och Staffan Tjerneld                  | William Mollison | Oscarsteatern     |
| 1958 | Vilhelm         | Värmlänningarna Fredrik August Dahlgren och Andreas Randel | Ingmar Bergman   | Malmö stadsteater |
| 1965 | Cornelius Hackl | Hello, Dolly! Michael Stewart och Jerry Herman             | Folke Abenius    | Malmö stadsteater |